# Otto Satzinger
Otto Satzinger (Vienna, 21 luglio 1878 – Vienna, 6 maggio 1945) è stato un tuffatore austriaco.

## Biografia
Rappresentò l'Austria ai Giochi olimpici intermedi di Atene 1906 vincendo la medaglia d'oro nel concorso dei tuffi, dove lui e altri 23 atleti, provenienti da sei distinti Paesi, avevano a disposizione nove tuffi da eseguire da tre altezze diverse. I cinque giudici gli assegnarono il punteggio di 147,4 punti che gli valse la medaglia di bronzo, dietro due tedeschi Gottlob Walz e Georg Hoffmann.
Vinse il campionato nazionale austriaco di tuffi almeno sette volte.

## Palmarès
- Giochi olimpici intermedi

Atene 1906: bronzo nei tuffi